# Наньчжао (уезд)
Наньчжа́о (кит. упр. 南召, пиньинь Nánzhào) — уезд городского округа Наньян провинции Хэнань (КНР). В качестве названия уезда было взято название известного постоялого двора, существовавшего во времена империи Мин возле находившейся здесь почтовой станции.

## История
Ещё в эпоху Чжоу эти земли вошли в состав удельного владения Шэнь (申伯国), которое впоследствии было завоёвано царством Чу. После того, как эти места были завоёваны царством Цинь, в 272 году до н. э. был создан уезд Чжисянь (雉县). При империи Западная Вэй уезд получил название Сянчэн (向城县). В эпоху пяти династий уезд был расформирован, а его земли были разделены между уездами Наньян и Фанчэн.
При империи Мин в 1476 году был создан уезд Наньчжао. При империи Цин в 1659 году он был присоединён к уезду Наньян, но в 1734 году воссоздан.
В 1949 году был создан Специальный район Наньян (南阳专区), и эти места вошли в его состав. Впоследствии Специальный район Наньян был переименован в Округ Наньян (南阳地区).
В 1994 году решением Госсовета КНР был расформирован округ Наньян и создан Городской округ Наньян.

## Административное деление
Уезд делится на 8 посёлков и 8 волостей.